# Xã Valley, Quận Hot Spring, Arkansas
Xã Valley (tiếng Anh: Valley Township) là một xã thuộc quận Hot Spring, tiểu bang Arkansas, Hoa Kỳ. Năm 2010, dân số của xã này là 740 người.